# Station Skarżysko Kościelne
Station Skarżysko Kościelne is een spoorwegstation in de Poolse plaats Skarżysko-Kamienna.